# Arjestān
Arjestān (persiska: ارجستان, اَرجَستان) är en ort i Iran.   Den ligger i provinsen Ardabil, i den nordvästra delen av landet, 400 km nordväst om huvudstaden Teheran. Arjestān ligger 1 789 meter över havet och antalet invånare är 293.
Terrängen runt Arjestān är huvudsakligen kuperad, men västerut är den bergig. Terrängen runt Arjestān sluttar österut.Runt Arjestān är det ganska tätbefolkat, med 139 invånare per kvadratkilometer. Närmaste större samhälle är Sara'eyn, 6,2 km söder om Arjestān. Trakten runt Arjestān består i huvudsak av gräsmarker.